# 디자이너 (가수)
시드니 로열 셀비 3세(Sidney Royel Selby III, 1997년 3월 25일 ~ )는 흔히 디자이너 (Desiigner)로 잘 알려진 미국 뉴욕주 브루클린 출신의 힙합 가수이다. 그는 카니예 웨스트의 음반 The Life of Pablo의 수록곡 Pt. 2에 참여하면서 이름을 알리게 되었고, 자신의 데뷔곡인 Panda는 빌보드 핫 100 차트 1위를 기록하였다.